# Ahmed Mohamed Ashoush
Ahmed Mohamed Ashoush (en arabe : أحمدمحمدعشوش) est un athlète égyptien.

## Biographie
- Trois fois champion africain au lancer du poids, en 1984, 1985 et 1988[1]. .

- A gagné une médaille de bronze aux Jeux panafricains 1987[2].

## Voir également
- Liste des champions d'Afrique d'athlétisme